# 권기섭
권기섭(權基燮, 1969년 ~ )은 대한민국의 제9대 고용노동부 차관인 공무원이다.

## 학력
- 보문고등학교 졸업
- 서울대학교 경제학 학사
- 뉴욕 주립대학교 대학원 경영학 석사

## 경력
- 1992년 제36회 행정고시 합격
- 1993.4 노동부 사무관
- 1995.1 ~ 1998.1 군 복무 (공군 중위 전역)
- 노동부 직업안정국 고용보험정책과 사무관
- 2001.5 노동부 직업안정국 고용보험과 고용안전사업 담당 계장
- 2002.11 노동부 고용정책실 고용지원과 청년실업대책 담당 계장, 서기관
- 2003.1 노동부 고용정책실 고용정책과 서기관
- 2003 노동부 고용정책실 외국인고용대책단장
- 2003.12 노동부 고용정책실 외국인력정책과장 직무대리
- 2004.2 노동부 고용정책실 외국인력정책과장
- 2005.1 대통령비서실 사회수석비서관 노동비서관실 행정관 (참여정부)
- 2008.3 노동부 기획조정실 창의혁신담당관
- 2008.11 노동부 기획조정실 기획재정담당관
- 2009.7 이영희 노동부장관 비서관
- 2009.9 임태희 노동부장관 비서관
- 2010.7 임태희 대통령실장 행정관 (이명박 정부)
- 2012.1 고용노동부 서울지방노동위원회 사무국장, 부이사관
- 2012.7 고용노동부 고용정책실 인력수급정책관 인력수급정책과장
- 2013.5 고용노동부 고용정책실 노동시장정책관 고용정책총괄과장
- 2015.3 고용노동부 고용정책실 고용서비스정책관
- 2016.2 고용노동부 직업능력정책국장, 이사관
- 2017.6 대통령비서실 일자리수석실 고용노동비서관실 선임행정관
- 2019.4 고용노동부 근로감독정책단장
- 2020.4 ~ 2021.1 고용노동부 고용정책실장, 관리관
- 2021.1 ~ 2021.6 고용노동부 노동정책실장
- 2021.7 ~ 2022.5 고용노동부 산업안전보건본부장
- 2022.5 ~ 2023.7: 제9대 고용노동부 차관
- 2022.5 ~ 2023.7: 대통령 소속 경제사회노동위원회 운영위원회 정부위원
- 2022.5 ~ 2023.7 저출산고령사회위원회 운영위원회 정부위원
- 2024.8 ~ 제14대 경제사회노동위원회 위원장